# Fato típico
No estudo de crime, fato típico é o primeiro substrato do crime. É um fato humano indesejado, que consiste numa conduta humana voluntária produtora de um resultado que se ajusta formalmente (resultado jurídico) e materialmente (resultado naturalístico) ao tipo penal. Verifica-se a existência de um elo entre a conduta do agente e o resultado. Portanto, nota-se configurado uma relação de causalidade (nexo causal) entre a conduta, que se enquadra perfeitamente ao modelo abstrato de lei penal (tipicidade), e o resultado. Conclui-se que fato típico é composto dos seguintes elementos: 1. conduta, 2. resultado, 3. nexo causal, e 4. tipicidade.
Exemplificando: Sujeito (A) intencionalmente desfere golpes de faca (conduta) em (B) que vem a falecer (resultado naturalístico), em virtude da conduta de A, a qual se amolda perfeitamente ao modelo em lei art. 121 do Código Penal (tipicidade). O nexo causal ou relação de causalidade é o elo que liga a conduta do agente com o resultado produzido, e, portanto o resultado será imputado ao agente que lhe deu causa, logo A responderá pelo resultado (morte de B).
Tomando ainda emprestado o exemplo acima, imaginemos que  (B) seja socorrido em uma ambulância, e que será pouco provável que se salve, mas no percurso ocorre um acidente e (B) falece em virtude disto.
Destarte, uma causa superveniente absolutamente independente é a produtora do resultado naturalístico, e portanto, este (morte de B) não poderá ser imputado ao agente, pois não existiu nexo causal ou relação de causalidade (art.13 CP), e, portanto, não há um elo que ligue a conduta do agente ao resultado naturalístico. Porém, o agente responderá de acordo com o amoldamento de sua conduta na Lei Penal (neste caso, uma tentativa).
Sugerimos o seguinte esquema para fixar o que foi estudado:
1. quando a conduta do agente der causa a um resultado, ocorrerá o nexo causal ou relação de causalidade e por conseguinte o resultado naturalístico ser-lhe-á imputado.
2. quando uma causa for produtora do resultado, não ocorrerá o nexo causal ou a relação de causalidade, portanto o resultado será atribuído à causa, e não ao agente. Entretanto, dependendo do fato, o agente responderá de acordo com o amoldamento de sua conduta na Lei Penal.

## Conduta típica
Como o crime é apenas uma conduta humana de efeitos jurídicos involuntários (imposição de pena) e um ato que contrasta com a ordem jurídica (ato ilícito), pode-se situar o crime entre os fatos jurídicos. Não pode ser considerado ato jurídico porque a finalidade do agente não é a de obter consequências jurídicas do fato.
Por conseguinte, é a descrição concreta da conduta proibida, ou seja, do conteúdo ou da matéria da norma. Assim, a consequência da exclusão da conduta será a não ocorrência de um fato típico, uma vez que ela, a conduta, é seu elemento.
Damásio E. de Jesus diz que "conduta é a ação ou omissão humana consciente e dirigida a determinada finalidade". Deste modo, é sobre o conceito de ação (que se pode denominar conduta, já que a palavra ação tem sentido amplo, que abrange a ação em sentido estrito, que é o fazer, e a omissão, que é o não fazer o devido) que repousa a divergência mais expressiva entre os penalistas. Conforme o sentido que se dê à palavra ação, modifica-se o conceito estrutural do crime.
Para Francisco de Assis Toledo, "a conduta, ou ação em sentido amplo, é o comportamento humano, dominado ou dominável pela vontade, dirigido para a lesão ou para a exposição a perigo de lesão de um bem jurídico, ou, ainda, para a causação de uma possível lesão a um bem jurídico".
A conduta é, em regra, consubstanciada em uma ação em sentido estrito ou comissão, que é um movimento corpóreo, um fazer, um comportamento ativo (atirar, subtrair, ofender etc.). Poderá, entretanto, constituir-se numa omissão, que, segundo a teoria normativa, é a inatividade, a abstenção de movimento, é o "não fazer alguma coisa que é devida".
Há, na conduta, a necessidade de uma repercussão externa da vontade do agente. O pensar e o querer humanos não preenchem as características da ação enquanto não se tenha iniciado a manifestação dessa vontade. Conduta, por assim dizer, não significa conduta livre, pois há conduta quando a decisão do agente não tenha sido tomada livremente, ou quando este a tome motivado por coação ou por circunstâncias extraordinárias.
Sujeito ativo da conduta típica é a pessoa humana que pratica a figura típica descrita na lei, isolada ou conjuntamente com outros autores. O conceito abrange não só aquele que pratica o núcleo da figura típica (iter criminis) como, por exemplo, quem mata, subtrai., como também o partícipe, que colabora de alguma forma na conduta típica, sem, contudo, executar atos de conotação típica, mas que de alguma forma, subjetiva ou objetivamente, contribui para a ação criminosa. Vale ressaltar, também, que alguns delitos exigem uma capacidade especial, como certa posição jurídica ( p. ex., ser funcionário público, no crime previsto no art.312) ou de fato (p.ex., ser gestante, no delito previsto no art. 124).
A pessoa jurídica como sujeito ativo do crime pode ser encontrada no art.225 da Constituição Federal, e no art. 3}, da Lei nº 9.605, dispondo sobre as sanções penais e administrativas derivadas de condutas e atividades lesivas ao meio ambiente, e com ela tenta-se responsabilizar criminalmente a pessoa jurídica.

## Conduta dolosa
A conduta dolosa ocorre quando o indivíduo age de má-fé, sabendo das consequências que possam vir a ocorrer, e o pratica para de alguma forma beneficiar-se de algo.
No Direito Penal, segundo a Teoria Finalista da Ação, dolo é um dos elementos da conduta que compõem o Fato Típico. Caracteriza-se pela vontade livre e consciente de querer praticar uma conduta descrita em uma norma penal incriminadora.
Uma ação dolosa, por si só, não pressupõe a existência de um crime, pois faz-se necessária a configuração do Injusto penal, que é a constatação, no caso concreto, da presença do fato típico com a ilicitude (não estar amparada em nenhuma excludente de ilicitude/antijuridicidade), bem como, se o agente era culpável (inexistir qualquer eximente de culpabilidade).
Não existirá a conduta dolosa quando o agente incorrer em erro de tipo, ou seja, quando este praticar a conduta descrita no tipo penal sem ter vontade ou consciência daquilo que leva a efeito. Quando o erro for escusal, isento de pena, quando inescusável, o agente será punido a título de culpa, se existir previsão desta conduta (culposa) na lei penal. Portanto, aquele que incorrer em erro de tipo sempre terá o dolo afastado no estudo analítico do crime.
Segundo a redação do Código Penal (artigo 18, inciso I), é dolosa uma ação se o agente quis o resultado ou assumiu o risco de produzi-lo. A doutrina observa que o Código Penal Brasileiro adotou as Teorias da Vontade e do Assentimento para caracterizar uma ação dolosa. Esta subdivide-se em duas modalidades - dolo direto e dolo eventual:
O primeiro é o dolo propriamente dito, ou seja, quando o agente quer cometer a conduta descrita no preceito primário da norma supra mencionada, alguns doutrinadores chegam a classificar o dolo direto em primeiro grau e segundo grau, aquele diz respeito ao fim de agir e aos meios empregados; e este, aos efeitos concomitantes (colaterais) de uma ação. 
Já o dolo eventual é aquele em que o indivíduo, em seu agir, assume o risco de produzir determinado resultado, anuindo com sua realização. 
A diferenciação de dolo eventual e culpa consciente é sutil, não sendo incomum a confusão dos conceitos, já que em ambos encontramos um elemento comum, que é a previsibilidade. Entretanto, é possível fazermos a diferenciação, pelo critério psicológico, porque na culpa consciente o agente prevê o resultado, mas acredita sinceramente na não ocorrência do mesmo, e no dolo eventual o agente, além de prever o resultado, não se importa com sua ocorrência.

## Conduta culposa
O inciso II do art. 18 do Código Penal define crime culposo como aquele que o agente dá causa ao resultado por imprudência, negligência ou imperícia.
De acordo com a teoria finalista da ação, a culpa é elemento normativo do tipo, fazendo parte da conduta.
São elementos do fato típico culposo:
a) Conduta humana voluntária, de fazer ou não fazer.
b) Inobservância do dever objetivo de cuidado, manifesto através da imprudência, negligência ou imperícia
c)previsibilidade objetiva
d)ausência de previsão
e)resultado involuntário
f)nexo causal
g)tipicidade
A Culpa exige do sujeito uma conduta de fazer ou não fazer. O agente não age de forma a produzir um resultado lesivo. Porém, falta com o dever de diligencia exigido pela norma e causa o evento danoso.
Ex: O motorista que dirige seu veículo com os pneus carecas em um dia chuvoso, em regra, não pretende causar dano a outrem.Porém, age sem o dever de cuidado exigido pela norma. Caso ofenda a integridade corporal de outrem, poderá ser responsabilizado criminalmente.
O dever objetivo de cuidado pode ser inobservado através da imprudência, negligência ou imperícia.
A previsibilidade objetiva é a possibilidade de antevisão do resultado em uma dada situação fática.
Ocorre ausência de previsão quando o resultado era previsível, mas não foi previsto pelo agente. A exceção à regra é o caso da culpa consciente em que o evento é previsto pelo agente, embora não o queira e nem o tolere.
Não tem como falar-se em crime culposo sem a produção de um resultado naturalístico. Mas esse resultado só poderá ser involuntário, se não for assim ocorreu um crime doloso.
E deverá haver nexo causal entre a conduta culposa e o resultado para que possamos falar em crime culposo.
Além de todos os elementos descritos acima, é fundamento que o fato se adeque a um tipo penal incriminador, que preveja a modalidade culposa,para que ocorra a tipicidade.
Há também especies de culpa que seriam: a culpa consciente,culpa inconsciente, culpa própria, culpa impropria.

## Conduta comissiva e omissiva
A comissão (positivo) ou omissão (negativo) são comportamentos humanos compreendidos pela ação, ou conduta.
A conduta do agente pode consistir num fazer ou deixar de fazer alguma coisa. Quando o agente faz alguma coisa que estava proibido, fala-se em crime comissivo; quando deixa de fazer alguma coisa a que estava obrigado, temos um crime omissivo. Os crimes omissivos podem ser: omissivos próprios (ou puros, ou simples) e omissivos impróprios (ou qualificados, ou comissivos por omissão).
Crimes omissivos próprios (ou puros, ou simples) são os que objetivamente são descritos com uma conduta negativa, de não fazer o que a lei determina, consistindo a omissão na transgressão da norma jurídica e não sendo necessário qualquer resultado posterior. Para a existência do crime basta que o autor se omita quando deve agir. Exemplos: omissão de socorro (art. 135 do CP), art. 244 (abandono material), art. 246 (abandono intelectual), art. 319 (prevaricação (na modalidade de “retardar” ou “deixar de praticar”)) etc.
Crimes omissivos impróprios (ou comissivos por omissão, ou qualificados) são aqueles em que, para sua configuração, é preciso que o agente possua um dever de agir para evitar o resultado. Esse dever de agir não é atribuído a qualquer pessoa, mas tão-somente àquelas que gozem do status de garantidoras da não-ocorrência do resultado. Somente assumem a posição de garantidoras aquelas pessoas que se amoldem às situações elencadas pelo § 2° do art. 13 do Código Penal.

## Ausência de conduta
Não constituem conduta os atos em que não intervém a vontade. Exemplos de ausência de conduta: coação física irresistível (o homem que está amarrado não pode praticar uma conduta omissiva, por exemplo) e movimento ou abstenção de movimento em casos de sonho, sonambulismo, hipnose, embriaguez completa, desmaio e outros estados de inconsciência. Deste modo, se o agente não atua dolosa ou culposamente, não há ação. Isso pode acontecer quando o sujeito se vir impedido de atuar, como nos casos de: força irresistível; movimentos reflexos e estados de inconsciência.